# مان باريش
مان باريش (بالإنجليزية: Man Parrish)‏ هو منتج أسطوانات وملحن ودي جيه أمريكي، ولد في 6 مايو 1958 في نيويورك في الولايات المتحدة.

## وصلات خارجية
- مان باريش على موقع IMDb (الإنجليزية)
- مان باريش على موقع ميوزك برينز (الإنجليزية)
- مان باريش على موقع قاعدة بيانات برودواي على الإنترنت (الإنجليزية)
- مان باريش على موقع أول ميوزيك (الإنجليزية)
- مان باريش على موقع ديسكوغز (الإنجليزية)
- مان باريش على موقع قاعدة بيانات الفيلم (الإنجليزية)